# تنک‌مه
تُنُک‌مِه یا میغ مجموعه‌ای از قطرات خیلی ریز آب با تکیه‌های کوچک یخ است. از نظر کلی، ابر و مه تفاوتی ندارند؛ فقط مه در قسمت‌های پایین و ابر در نواحی بالای جو تشکیل می‌شود.

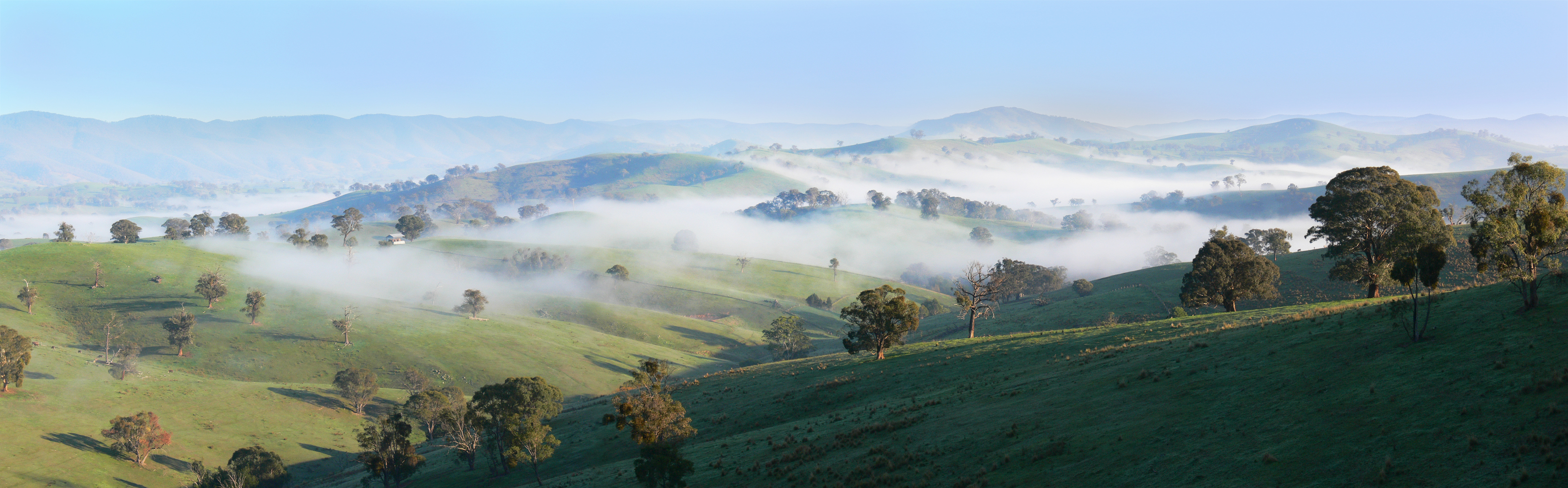
تصویری از تُنُک‌مِه

## نگارخانه

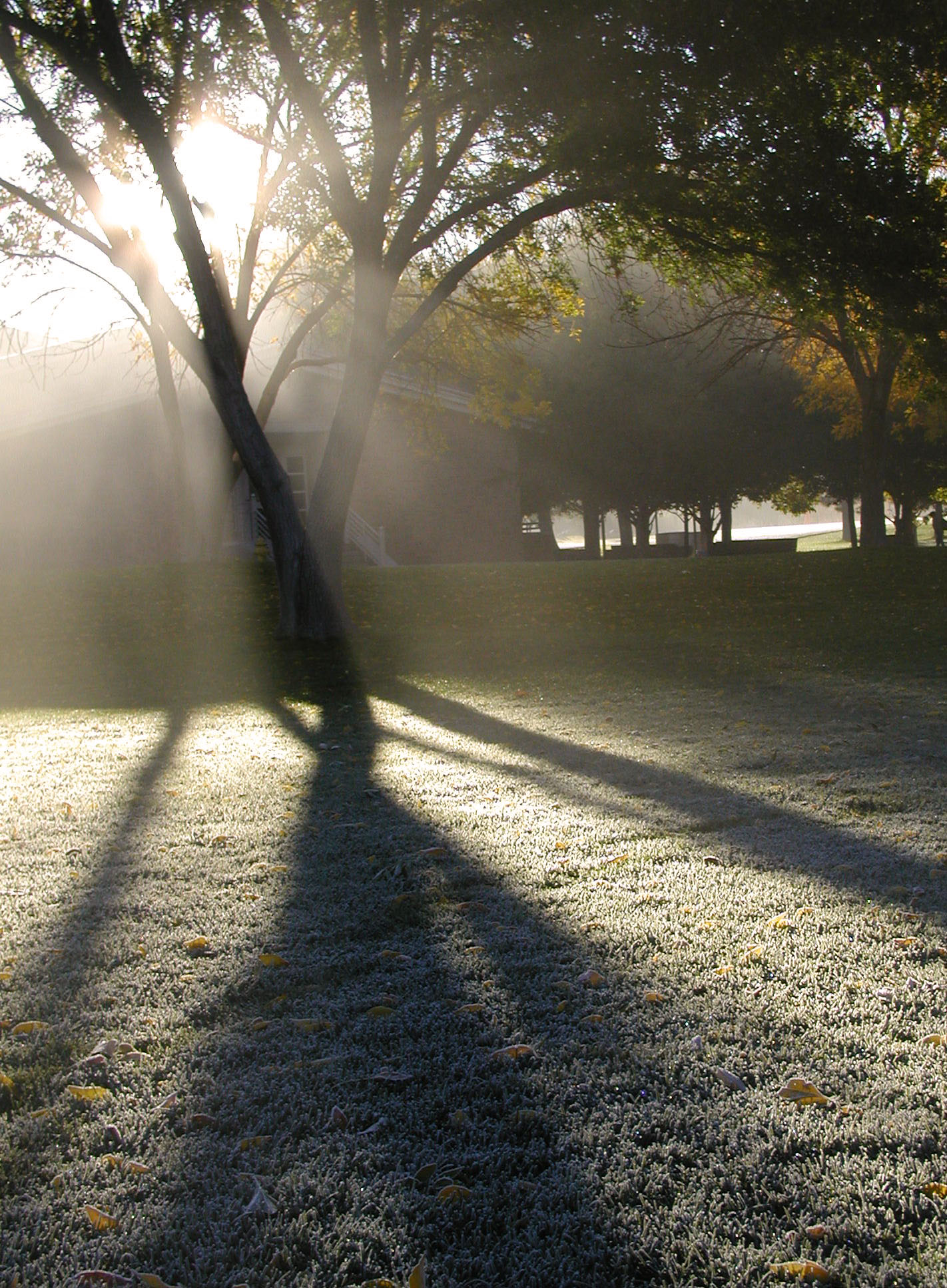
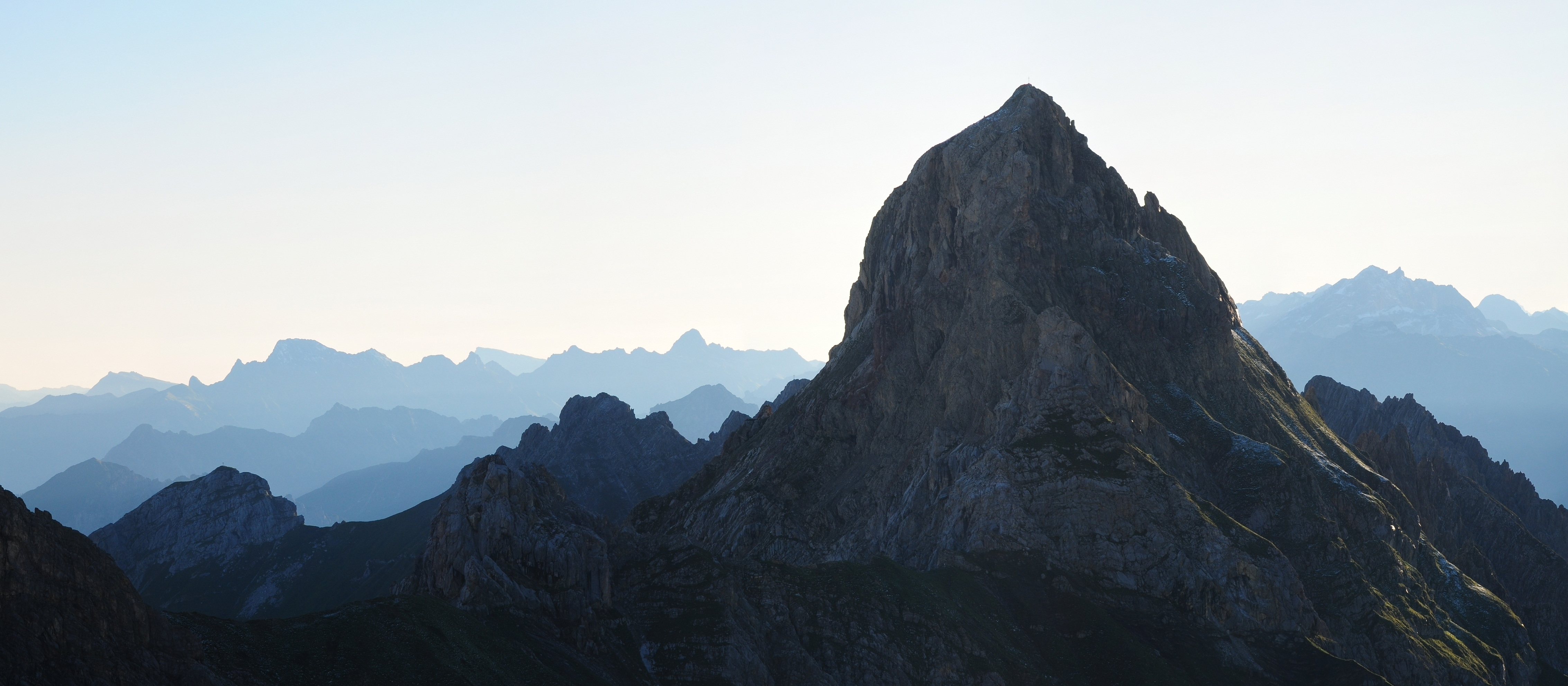
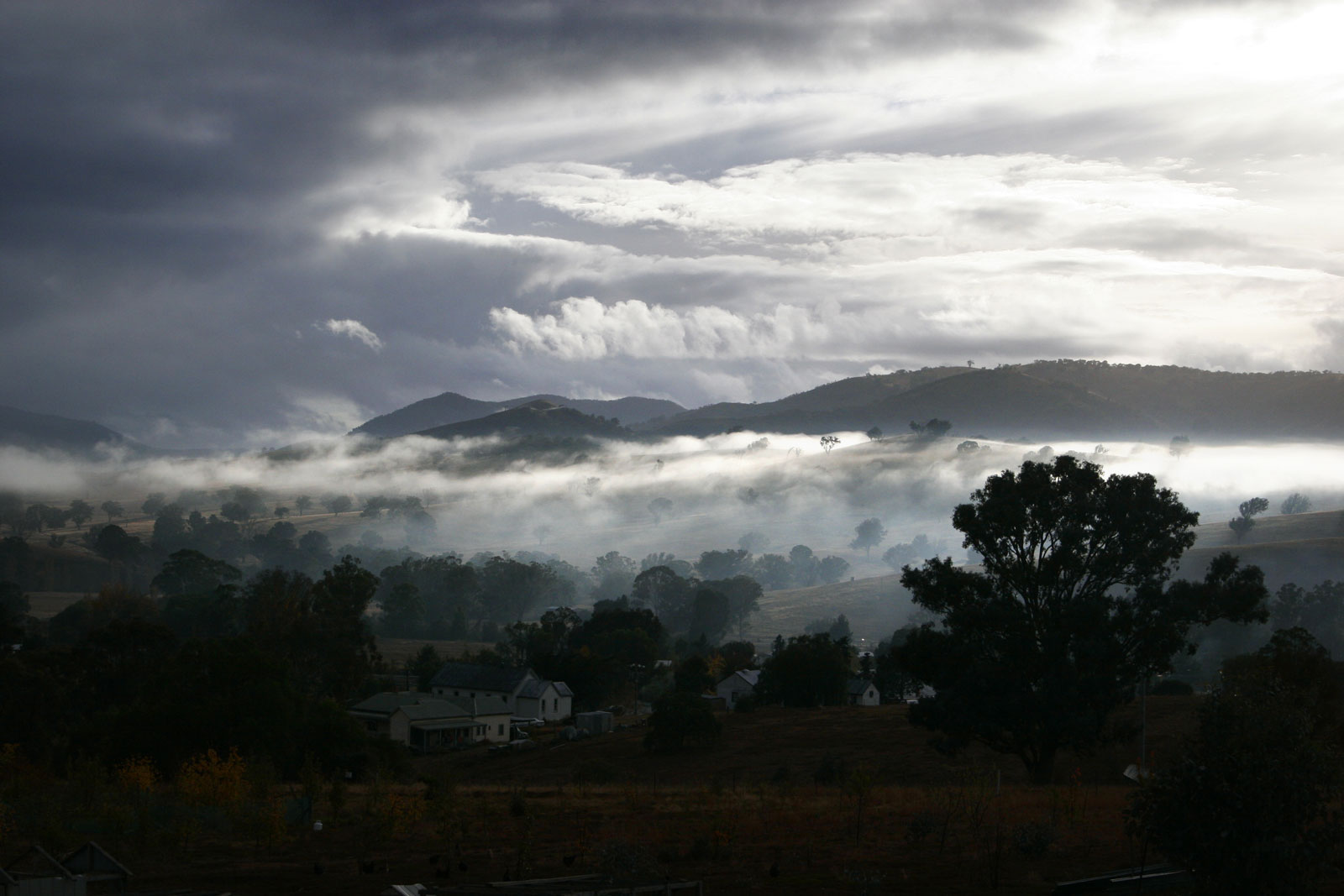